# Бондарка
Бо́ндарка (рос. Бондарка) — село у складі Каргасоцького району Томської області, Росія. Входить до складу Каргасоцького сільського поселення.

## Населення
Населення — 201 особа (2010; 232 у 2002).
Національний склад (станом на 2002 рік):
- росіяни — 82 %
- селькупи — 7 %